# Lògia Constante Alona

Símbol de la maçoneria

Amb el títol distintiu de Constante Alona hi ha a Alacant dues lògies maçòniques, una, federada des de 2002 amb el n. 138, al Gran Orient de França i, una altra, federada a la Gran Lògia Sombòlica Espanyola i amb del nombre 105, des de l'any 2022. Treballen totes dues en el Ritu Escocès Antic i Acceptat.
En l'Arxiu Històric Nacional de Salamanca (AHNS) es poden observar els estendards de les Lògies Constante Alona i Numància, confeccionats en 1892. I el règim franquista es va apropiar en 1940 del local de la seva propietat situat al carrer Bazán d'Alacant.
Constante Alona va ingressar al GODF al juliol de 2002. Des de llavors ha servit de canal administratiu per a la federació del Gran Orient de França i com a lògia mare per a molts dels membres del GODF a Espanya. Es calcula en més de 80 persones iniciades o regularitzades a través de la Lògia Constante Alona 0138 en el període 2002-2007.
A l'any 2022, una gran part dels seus membres van abandonar la lògia Constante Alona 0138 i van crear una altra amb el mateix nom, amb la qual van integrar-se a la Gran Lògia Simbòlica Espanyola, com a lògia regularment constituida. La lògia Constante Alona 105, treballa des de 2022 sota els auspicis de la GLSE i és una lògia mixta que té la seua seu a Alacant.